# Nekrolog 1739
Nekrolog
◄◄
| ◄
| 1735
| 1736
| 1737
| 1738
| 1739 | 1740 | 1741 | 1742 | 1743 | ► | ►►
Weitere Ereignisse | Allgemeiner Nekrolog 1739
Die Beschreibung der verstorbenen Person sollte so kurz wie möglich gehalten sein und nur deren signifikante Tätigkeit(en) enthalten.
Neue Namen ggf. auch unter dem Geburts- und Sterbedatum, also etwa unter 1. Januar und im Geburts- und Sterbejahr (2024) eintragen (nur bei entsprechender großer Wichtigkeit). Für Beispiele siehe die schon vorhandenen Artikel.
Außerdem über die fünf zuletzt Verstorbenen, zu denen es einen ausreichend guten Artikel für eine Präsentation auf der Hauptseite gibt, nach der todesbedingten Überarbeitung der Artikel ggf. auch unter Wikipedia Diskussion:Hauptseite informieren und sie am besten auch in den anderen Wikipedia-Sprachversionen eintragen. Tipp: Regelmäßig bei news.google.de nach „ist tot“, „gestorben“ oder „verstorben“ suchen.
Wenn eine Person gestorben ist, gibt es viele Seiten zu dieser Person in der Wikipedia, die davon auch betroffen sind und entsprechend aktualisiert werden müssen. Beispiele: Namenübersichtsseite, Geburtsjahr, Geburtsort-Seiten und viele mehr.
Wie finde ich die betroffenen Seiten?
Im Suchfeld auf der linken Seite gibt man den Suchbegriff so ein: „Vorname Nachname“. Dann klickt man auf Volltext und alle Seiten mit entsprechendem Suchtext werden aufgerufen. Hier sieht man dann schnell, wo auch das Todesjahr Sinn macht oder sogar ein Teil des Artikels angepasst werden muss. Auch hilft das „Werkzeug“ auf der linken Seite sehr gut, um solche Seiten aufzufinden: „Links auf diese Seite“. Somit ist die Wikipedia wieder aktuell in allen Bereichen! Hinweis: bei Eintragung der Kategorie „Gestorben JAHR“ wird der Missbrauchsfilter 49 ausgelöst, was jedoch nicht schlimm ist. Siehe: Spezial:Missbrauchsfilter/49
Dies ist eine Liste von im Jahr 1739 verstorbenen bekannten Persönlichkeiten. Die Einträge erfolgen innerhalb der einzelnen Daten alphabetisch sortiert. Tiere sind im Nekrolog für Tiere zu finden.

## Januar
| Tag        | Name                                          | Beruf, bekannt als                                                              | Alter | Beleg |
| ---------- | --------------------------------------------- | ------------------------------------------------------------------------------- | ----- | ----- |
| 1. Januar  | Johann Georg Neidhardt                        | preußischer Organist, Komponist und Musiktheoretiker                            |       |       |
| 1. Januar  | Friedrich Ernst von Reitzenstein              | kaiserlicher Generalfeldwachtmeister und Inhaber des Infanterie-Regiments No.12 |       |       |
| 15. Januar | Julius Johann Wilhelm von Abensperg und Traun | kaiserlicher Feldzeugmeister                                                    | 69    |       |
| 17. Januar | Giorgio Spinola                               | italienischer Kardinal                                                          | 71    |       |
| 17. Januar | Johann Jakob Stupan von Ehrenstein            | österreichischer Komponist des Barock                                           |       |       |
| 19. Januar | Johann Christian Lehmann                      | deutscher Naturwissenschaftler und Hochschullehrer                              | 63    |       |
| 20. Januar | Francesco Galli da Bibiena                    | italienischer Szenograf, Architekt, Bühnenbildner und Dekorationsmaler          | 79    |       |
| 25. Januar | Berthold Dietmayr                             | österreichischer Benediktinerabt und Politiker                                  | 68    |       |
| 29. Januar | Friedrich Gottlieb Kettner                    | deutscher Theologe und Kirchenhistoriker                                        | 66    |       |
| 29. Januar | Daniel Stockfleth                             | deutscher Bürgermeister                                                         | 63    |       |

## Februar
| Tag         | Name                                 | Beruf, bekannt als                           | Alter | Beleg |
| ----------- | ------------------------------------ | -------------------------------------------- | ----- | ----- |
| 8. Februar  | Gottfried Leonhard Baudis der Ältere | deutscher Rechtswissenschaftler              | 55    |       |
| 12. Februar | Johann Anastasius Freylinghausen     | Theologe der Halleschen pietistischen Schule | 68    |       |
| 15. Februar | Eustachio Manfredi                   | italienischer Astronom                       | 64    |       |

## März
| Tag      | Name                           | Beruf, bekannt als                                                          | Alter | Beleg |
| -------- | ------------------------------ | --------------------------------------------------------------------------- | ----- | ----- |
| 2. März  | Johann Frick                   | deutscher Prediger und Theologe                                             | 68    |       |
| 6. März  | Johann Friedrich Schannat      | deutscher Historiker, Priester und Rechtsgelehrter                          | 55    |       |
| 18. März | Friedrich Wilhelm von Grumbkow | preußischer Generalfeldmarschall und Staatsmann                             | 60    |       |
| 19. März | Patrick Laules                 | spanischer Botschafter im Vereinigten Königreich                            |       |       |
| 21. März | Johann Ernst Bach              | deutscher Organist                                                          |       |       |
| 22. März | Georg Anton Machein            | deutscher Bildhauer und Holzschnitzer                                       | 53    |       |
| 23. März | Georg Friedrich Schröer        | deutscher lutherischer Theologe                                             | 76    |       |
| 27. März | Hieronymus Florentinus Quehl   | deutscher Komponist und Organist                                            | 44    |       |
| 29. März | Johann Franz Tillier           | Berner und Schweizer Militär in holländischen und österreichischen Diensten | 76    |       |
| 31. März | Magnus Berg                    | norwegischer Maler und Elfenbeinschnitzer                                   | 72    |       |

## April
| Tag       | Name                                    | Beruf, bekannt als | Alter | Beleg |
| --------- | --------------------------------------- | --- | ----- | ----- |
| 5. April  | Johann Moritz von Viebahn               | preußischer Minister und Gesandter am polnischen Königshof                                                                | 55    |       |
| 7. April  | Richard Turpin                          | englischer Straßenräuber und Viehdieb                                                                                     | 33    |       |
| 8. April  | Detlev Friderich Clausen                | deutscher evangelischer Geistlicher, Domherr und Hauptpastor des Schleswiger Doms                                         |       |       |
| 8. April  | Christoph Heinrich von der Goltz        | königlich preußischer Generalleutnant, Chef des Infanterie-Regiments Nr. 15 und Nr. 5, Kommandant der Zitadelle Magdeburg | 75    |       |
| 14. April | Nikolaus Köppen                         | deutscher Sprachwissenschaftler (Orientalist), Rektor der Universität Greifswald                                          | 70    |       |
| 15. April | Anton von Lützelburg                    | königlich-polnischer und kurfürstlich-sächsischer Generalmajor und Kabinettsminister                                      | 68    |       |
| 17. April | Carl von Hattenbach                     | hessischer Adliger und Offizier                                                                                           | 67    |       |
| 18. April | Wolfgang Sigismund von Orsini-Rosenberg | österreichischer Adeliger und Politiker                                                                                   | 57    |       |
| 19. April | Nicholas Saunderson                     | englischer Mathematiker                                                                                                   | 57    |       |
| 24. April | Karl-Franz Hannong                      | Keramiker, Fayencekünstler, Pfeifenmacher und Unternehmer                                                                 |       |       |
| 26. April | Johann Michael Prunner                  | österreichischer Architekt des Barockzeitalters                                                                           | 69    |       |
| 27. April | Pierre Imbert Drevet                    | französischer Kupferstecher                                                                                               | 41    |       |
| 27. April | Gioacchino Vitagliano                   | italienischer Bildhauer und Dekorateur des Barock                                                                         |       |       |

## Mai
| Tag     | Name                           | Beruf, bekannt als                                          | Alter | Beleg |
| ------- | ------------------------------ | ----------------------------------------------------------- | ----- | ----- |
| 3. Mai  | Marie Anne de Bourbon          | durch Heirat Fürstin von Conti                              | 72    |       |
| 10. Mai | Cosmas Damian Asam             | deutscher Maler und Architekt                               | 52    |       |
| 10. Mai | Johann Heinrich Mollenbeck     | deutscher Rechtswissenschaftler und Hochschullehrer         | 69    |       |
| 11. Mai | Pierre Charles Trémolières     | französischer Maler des Rokoko                              |       |       |
| 13. Mai | Dubislav Gneomar von Natzmer   | preußischer Generalfeldmarschall                            | 84    |       |
| 16. Mai | René-Joseph de Tournemine      | französischer Jesuit und Autor                              | 78    |       |
| 20. Mai | Georg Heinrich Linck           | deutscher Rechtswissenschaftler und Hochschullehrer         | 46    |       |
| 21. Mai | Maturin Veyssière de La Croze  | französischer Orientalist, Bibliothekar, Universalgelehrter | 77    |       |
| 27. Mai | Johann Gottfried Bernhard Bach | deutscher Organist                                          | 24    |       |
| 28. Mai | James Anderson                 | Pfarrer, Freimaurer                                         |       |       |

## Juni
| Tag      | Name                                             | Beruf, bekannt als                                                | Alter | Beleg |
| -------- | ------------------------------------------------ | ----------------------------------------------------------------- | ----- | ----- |
| 6. Juni  | Samuel Dale                                      | englischer Arzt und Botaniker                                     |       |       |
| 9. Juni  | Theodorus van der Croon                          | altkatholischer Erzbischof von Utrecht                            | 71    |       |
| 11. Juni | Giacinto Fontana, später als Farfallino bekannt  | italienischer Sopran-Kastrat und Frauendarsteller                 | 47    |       |
| 12. Juni | Georg Albrecht                                   | Herzog von Sachsen-Weißenfels-Barby (1728–1739)                   | 44    |       |
| 13. Juni | Sophie Christiane Luise von Brandenburg-Bayreuth | Fürstin von Thurn und Taxis                                       | 29    |       |
| 17. Juni | Jost Christian zu Stolberg-Roßla senior          | Graf zu Stolberg-Roßla                                            | 62    |       |
| 18. Juni | Karl Friedrich                                   | Herzog von Schleswig-Holstein-Gottorp                             | 39    |       |
| 20. Juni | Edmond Martène                                   | französischer Historiker und Liturgiker aus dem Benediktinerorden | 74    |       |
| 24. Juni | Johann Bartholomäus von Busch                    | kurpfälzischer Jurist, Diplomat und Politiker                     |       |       |

## Juli
| Tag      | Name                           | Beruf, bekannt als                                                                    | Alter | Beleg |
| -------- | ------------------------------ | ------------------------------------------------------------------------------------- | ----- | ----- |
| 7. Juli  | Wolff Caspar von Sack          | preußischer Landrat                                                                   | 59    |       |
| 8. Juli  | Carlo Colonna                  | italienischer Kardinal der Römischen Kirche                                           | 73    |       |
| 16. Juli | Charles du Fay                 | französischer Wissenschaftler und Superintendent der königlichen Gärten in Frankreich | 40    |       |
| 17. Juli | Ulrich Bürgi                   | deutscher Benediktiner und Abt                                                        |       |       |
| 17. Juli | Joachim Wibling                | schwedischer Finanzbeamter und Regierungsrat in Schwedisch-Pommern                    | 77    |       |
| 18. Juli | Gennaro Scalea                 | italienischer römisch-katholischer Bischof                                            | 69    |       |
| 20. Juli | Francesco Alborea              | italienischer Cellist und Komponist                                                   |       |       |
| 20. Juli | Jean Charles de Crussol        | französischer Adliger, Militär und Höfling                                            | 63    |       |
| 21. Juli | Nicolo Pio de Garelli          | italienisch-österreichischer Arzt, Leibmedicus, Medizinprofessor und Bibliothekar     |       |       |
| 22. Juli | Alexander von Hessen-Rotenburg | landgräflicher Prinz und kaiserlicher Obristwachtmeister                              | 28    |       |
| 24. Juli | Benedetto Marcello             | italienischer Komponist des Barock                                                    |       |       |
| 25. Juli | Johann Christoph Wolf          | deutscher lutherischer Theologe und Polyhistor                                        | 56    |       |
| 28. Juli | Johann Georg Juncker           | deutscher Rechtswissenschaftler und Kirchenlieddichter                                |       |       |

## August
| Tag        | Name               | Beruf, bekannt als                                       | Alter | Beleg |
| ---------- | ------------------ | -------------------------------------------------------- | ----- | ----- |
| 1. August  | Johann Jakob Bager | deutscher Baumeister                                     |       |       |
| 5. August  | Friedrich Bernhard | Pfalzgraf von Zweibrücken-Birkenfeld zu Gelnhausen       | 42    |       |
| 24. August | Takebe Katahiro    | japanischer Mathematiker                                 |       |       |
| 28. August | Christian          | Fürst zu Nassau-Dillenburg                               | 51    |       |
| August     | Matthias Buchinger | deutscher Künstler, Zeichner, Kalligraf, Musiker, Magier |       |       |

## September
| Tag           | Name                         | Beruf, bekannt als                                                                    | Alter | Beleg |
| ------------- | ---------------------------- | ------------------------------------------------------------------------------------- | ----- | ----- |
| 1. September  | Johann Gottfried Kraus       | deutscher Rechtswissenschaftler                                                       | 58    |       |
| 5. September  | Ambrosius Ziegler            | österreichischer Ordensgeistlicher                                                    | 55    |       |
| 6. September  | Heinrich von Huyssen         | deutscher Diplomat und Berater Peter des Großen                                       | 73    |       |
| 6. September  | Conrad von Ranck             | schwedischer und hessen-kasselscher Generalleutnant, Kommandant der Festung Rheinfels |       |       |
| 8. September  | Johann Benedict Carpzov III. | deutscher Historiker, Jurist und Politiker                                            | 63    |       |
| 12. September | Cesare Antonio Canavese      | italienischer Bildhauer und Stuckateur                                                |       |       |
| 12. September | Ernst Ludwig                 | Landgraf von Hessen-Darmstadt                                                         | 71    |       |
| 12. September | Reinhard Keiser              | deutscher Komponist                                                                   |       |       |
| 20. September | Christoph Pyl                | deutscher Pädagoge und Historiker                                                     | 60    |       |
| 23. September | Johann Christoph Aurbach     | Kanzleidirektor des Stifts Quedlinburg                                                |       |       |
| 27. September | Adalbert von Falkenstein     | deutscher Bischof                                                                     | 68    |       |

## Oktober
| Tag         | Name                  | Beruf, bekannt als                                                                       | Alter | Beleg |
| ----------- | --------------------- | ---------------------------------------------------------------------------------------- | ----- | ----- |
| 8. Oktober  | Christian Georg Vick  | deutscher Kunstmeister, Amts- und Landbauschreiber, Autor sowie Amts- und Landbaumeister | 71    |       |
| 18. Oktober | Jacob Wittich         | deutscher Philosoph und Mathematiker                                                     | 62    |       |
| 19. Oktober | António José da Silva | portugiesischer Komödiendichter                                                          | 34    |       |
| 24. Oktober | Viktor von Philippi   | kaiserlich habsburgischer Feldmarschall                                                  |       |       |

## November
| Tag          | Name                                       | Beruf, bekannt als                                                     | Alter | Beleg |
| ------------ | ------------------------------------------ | ---------------------------------------------------------------------- | ----- | ----- |
| 3. November  | Johann Matthias von der Recke zu Steinfurt | Landdrost im Hochstift Münster                                         | 67    |       |
| 4. November  | Joscio Hamberger                           | Benediktiner                                                           | 72    |       |
| 6. November  | Gregor Waltmann                            | Abt des Klosters Liesborn                                              | 78    |       |
| 8. November  | Franz Joseph von Herz zu Herzfeld          | deutscher Rechtswissenschaftler                                        |       |       |
| 8. November  | Anselm Franz von Thurn und Taxis           | 2. Fürst von Thurn und Taxis, Generalerbpostmeister                    | 58    |       |
| 12. November | Johann Wilhelm Hoffmann                    | deutscher Historiker, Rechtswissenschaftler und Publizist              | 28    |       |
| 12. November | Hans Heinrich Schulthess                   | Schweizer Kaufmann, Politiker und Pietist                              | 74    |       |
| 17. November | Maria Amalia von Brandenburg-Schwedt       | Prinzessin von Brandenburg und durch Heirat Herzogin von Sachsen-Zeitz | 68    |       |
| 28. November | Josef Carlone                              | steirischer Barockbaumeister                                           |       |       |
| 29. November | Sebastian Johann Georg Graf von Künigl     | Landeshauptmann von Tirol bzw. „an der Etsch“ (1695–1739)              | 76    |       |
| 30. November | Karl Kasper Franz von der Leyen            | Kaiserlicher Wirklicher Geheimer Rat                                   | 84    |       |
| November     | Benedetto Baldassari                       | italienischer Sopran-Kastrat und Opernsänger                           |       |       |

## Dezember
| Tag          | Name                                      | Beruf, bekannt als                                                | Alter | Beleg |
| ------------ | ----------------------------------------- | ----------------------------------------------------------------- | ----- | ----- |
| 3. Dezember  | Christian Wermuth                         | deutscher Medailleur, Buchhändler und Münzpräger                  | 77    |       |
| 4. Dezember  | Johann Josef Auer                         | Bildhauer und Holzschnitzer                                       |       |       |
| 8. Dezember  | Heinrich Friedrich von Friesen            | sächsischer General, Schwiegersohn von August II.                 | 58    |       |
| 8. Dezember  | William Ramsay, 6. Earl of Dalhousie      | schottischer Adeliger und Politiker                               |       |       |
| 11. Dezember | Georg Nikolaus von Appolt                 | deutscher Hofbeamter                                              | 68    |       |
| 12. Dezember | Anna Dober                                | mährische Poetin und Verfasserin zahlreicher geistliche Lieder    | 26    |       |
| 17. Dezember | Johann Ernst Emanuel Joseph von Harrach   | römisch-katholischer Priester und Bischof von Nitra               | 34    |       |
| 20. Dezember | Gottfried Grünewald                       | deutscher Sänger, Cembalist und Komponist                         |       |       |
| 24. Dezember | Heidenreich Matthias Droste zu Vischering | Kapitelsvikar und Geheimer Rat                                    | 40    |       |
| Dezember     | Wolmar Anton von Schlippenbach            | schwedischer Generalgouverneur von Schwedisch-Estland (1704–1706) |       |       |

## Datum unbekannt
| Tag | Name                          | Beruf, bekannt als                                                                                      | Alter | Beleg |
| --- | ----------------------------- | --- | ----- | ----- |
|     | Benedikt von Ahlefeldt        | Geheimer Rat, Kanzleipräsident und Kammerherr des Herzogs Karl Friedrich (Schleswig-Holstein-Gottorf)   |       |       |
|     | Peter d’Arbaud                | preußischer Oberst und Chef des Garnisonsbataillons, aus dem das Garnisonsregiment No. 4 gebildet wurde |       |       |
|     | Catherine Barton              | Isaac Newtons Halbnichte                                                                                |       |       |
|     | Friedrich Christian Feustking | deutscher Dichter und Librettist                                                                        |       |       |
|     | Józef Fontana                 | italienisch-polnischer Architekt des Barocks                                                            |       |       |
|     | Giuseppe Giovanni Guarneri    | italienischer Geigenbauer                                                                               |       |       |
|     | James Jefferyes               | schottischer Diplomat                                                                                   |       |       |
|     | Charles Jervas                | irischer Maler, Übersetzer und Kunstsammler                                                             |       |       |
|     | Konoe Iehiro                  | japanischer Regent (1707–1712) und Meisterkalligraph                                                    |       |       |
|     | Johann Rockenthien            | Beamter in Sachsen-Weißenfels                                                                           |       |       |
|     | Peter Pawlowitsch Schafirow   | russischer Vizekanzler                                                                                  |       |       |
|     | Nicolaus Seeber               | deutscher Orgelbauer und Komponist                                                                      |       |       |
|     | Wolf Martin Zimmermann        | Schmelz-Meister                                                                                         |       |       |